# César Bustos
César Rodrigo Bustos Hernández (ur. 27 sierpnia 2005 w Monterrey) – meksykański piłkarz występujący na pozycji środkowego obrońcy, od 2023 roku zawodnik Monterrey.